# Hierogramm

Das Tanit-Symbol ist ein Hierogramm

Ein Hierogramm (von griechisch/neulateinisch hiero (heilig) und gramm (Schrift/Zeichen)) ist ein religiöses Piktogramm, also ein formelhaftes graphisches/bildliches Zeichen mit festgelegter Bedeutung. Hierogramme waren in schriftloser Zeit die Erkennungszeichen für sakrale Objekte, Darstellungen oder Orte.
Das Attribut des sumerischen Gottes Enki enthielt eine Ziege und einen Fisch, zum Teil als Chimäre dargestellt. Später wurde nur der Steinbock oder der Widder als sein Hierogramm verwendet. Diese beiden wurden als Gottessymbole auch Tierkreiszeichen. Bekannte Zuordnungen von Objekten oder Tieren zu bestimmten Göttern (Odins Pferd und Raben, Neptuns Dreizack, Keule des Herkules, Stier des Zeus) sind noch in schriftlicher Zeit erforderlich, da der Analphabetismus vorherrschte. Noch bei christlichen Apostel- oder Heiligendarstellungen wurde und wird durch die immer gleiche Zuordnung von Hierogrammen (nun Ikonografisches Heiligenattribut genannt) (Petrus = Schlüssel, Heiliger Geist = Taube oder Heiligenschein) dafür Sorge getragen, dass die Betrachter von Bilddarstellungen einzuordnen vermögen, worum es sich handelt.
Beispiele für Hierogrammen der Vorzeit sind z. B. Cup-and-Ring-Markierungen oder Schälchen, von denen aufgrund der Kontexte, in denen sie angetroffen werden, anzunehmen ist, dass es sich um Hierogramme handelt.